# NGC 2139
NGC 2139 (другие обозначения — IC 2154, ESO 488-54, MCG -4-15-5, AM 0559-234, IRAS05590-2340, PGC 18258) — спиральная галактика с перемычкой (SBc) в созвездии Заяц.
Этот объект входит в число перечисленных в оригинальной редакции «Нового общего каталога».
В галактике вспыхнула сверхновая SN 1995ad типа II, её пиковая видимая звездная величина составила 14,0.
Около своего центра галактика содержит звёздное скопление, которое моложе и менее массивно, чем остальные ранее изученные ядерные звёздные скопления. Галактика не имеет балджа.